# Monor, Bistrița-Năsăud
Monor là một xã thuộc hạt Bistrița-Năsăud, România. Dân số thời điểm năm 2002 là 1604 người.